# アモウ・ハジ
アモウ・ハジ（ペルシア語: عموحاجی、英語: Amou Haji、本名不詳、1928年8月20日 - 2022年10月23日）は、半世紀以上入浴しなかったことで知られるイラン人男性である。その見た目から世界一汚い男と呼ばれた。なお、本名はわかっておらず、イランの言葉（ペルシア語）でアモウは「おじさん」、ハジ（ハッジ）は巡礼を終えた人に対する尊称で、「アモウ・ハジ」は高齢の男性に対する一般的な呼びかけの言葉である。

## 生涯

### 生い立ち
イラン・ファールス州南部のディガ村に生まれた。青年期に恋愛で数回失敗し、その頃から孤独で奇怪な生活を送るようになったという。
ハジは1954年に風呂に入ったのを最後に、「水と石鹸は病気の元である」「風呂では滑って死んでしまう可能性がある」という考えや理由のもと風呂に入らなくなった。その後約半世紀以上、死の直前まで入浴せず、食料として動物の腐肉などを食べる生活（後述）を続けたが、その間病気に罹ることはなかったとされる。2013年には『アモウ・ハジのおかしな人生』という短編ドキュメンタリー映画が制作されている。

### 死去
これまでもディガ村に住む村人たちは何度かハジを綺麗にしようとしてきたが、その度にハジは逃げていた。ハジにとって、体を洗おうとされることはストレスであったという。しかし2022年中頃、村人はハジをトイレに連れて行き入浴させた。それ以前の2022年初めに行われた、テヘランの医師団による診察では健康であると診断されていたものの、入浴した直後から体調を崩し、その数か月後である2022年10月23日、ディガ村で死去した。イラン・イスラム共和国通信によると、享年94歳。葬儀は10月25日に行われ、その日に死が報道された。

### 死後
長い期間入浴しなかった人物に関する公式な記録は一切ないため、果たしてアモウ・ハジが最長記録保持者なのかという点については議論が起こっている。2009年当時には35年間入浴せず歯も磨いていないインドのヴァーラーナシー郊外の村に住んでいる男性がいると報道されたが、この男性の以降の様子は明らかになっていない。この男性の名前はカイラシュ・カラウ・シンで、イギリスのガーディアン氏は2022年、この男性が存命だった場合この記録の保持者は彼になる可能性があるとした。

## 人物

### 生活
2014年1月5日、錆びた金属製のパイプに乾燥した動物の糞を乗せ吸っている様子
前述の理由から風呂に約70年間も入っておらず、皮膚は厚さ数センチメートルにも及ぶ灰と土の層で覆われていた。髭や髪は水を用いずに整え、具体的には火で燃やして整髪していた。服は着ていたが、水と石鹸が病気の原因となると信じていたことから洗濯は控えていた。冬の間は暖を取るため、戦時中に使われたヘルメットを被っていた。
新鮮な食べ物を嫌っていて、対して動物の腐肉を好んで食し、特にヤマアラシの腐肉を好物とした。水分は毎日5リットルほど摂取していたが、飲んでいた水は錆びた鉄製の缶にたまった雨水だった。また愛煙家で、よく喫煙していた。タバコが尽きると長さ8センチメートルの錆びた金属製のパイプに乾燥した動物の糞を乗せ吸った。
妻子や家族はおらず、独りで暮らしていた。そのため同じ村に住む村人数人が世話をしていて、村人たちはハジにレンガ造の小屋を与えたり、タバコを与えたりして支援していた。村は遠隔地に位置していたが、ハジは十分な教育を受け、最近の出来事なども把握していたという。

### 健康状態
長期間入浴しなかった他、腐敗された肉や雨水などを摂取したにもかかわらず、ハジは病気にかかることはなかった。ハジの健康状態について研究したテヘラン医科大学公衆衛生学部寄生虫学の准教授であるゴラムレザ・モラヴィが実施した検査によれば、ハジの体に旋毛虫症を引き起こす原因となるトリキネラが寄生していたが、症状は現れていなかった。これらから、モラヴィはハジが不衛生な環境に置かれていたため、免疫が非常に発達していたと推測し、それが健康の鍵だったとした。

### ドキュメンタリー映画
ハジの生涯はジャムシッド・ハヴァリ監督による短編ドキュメンタリー映画『アモウ・ハジのおかしな人生』の主題とされ、第7回イラン国際映画祭で上映された。